# Kałyniwka (rejon iziumski)
Kałyniwka (ukr. Калинівка, poprzednia nazwa: Czerwonyj Jar, ukr. Червоний Яр) – wieś na Ukrainie, w obwodzie charkowskim, w rejonie iziumskim. W 2001 liczyła 309 mieszkańców, spośród których 287 posługiwało się językiem ukraińskim, a 22.